# Liste der Nummer-eins-Hits in den britischen Charts (2021)
Dies ist eine Liste der Nummer-eins-Hits in den britischen Charts im Jahr 2021. Sie basiert auf den Official Singles Chart Top 100 und den Albums Chart Top 100, die von der Official Charts Company ermittelt werden.
Die britischen Charts werden unmittelbar nach Ende der Verkaufswoche veröffentlicht und gelten für die der Verkaufswoche folgende Woche. Ausgabedatum ist der letzte Tag der Woche, also der Donnerstag eine Woche nach Ende der Verkaufswoche.

## Singles
| ← 2020 ← | Liste der Nummer-eins-Hits in den britischen Charts | Liste der Nummer-eins-Hits in den britischen Charts | Liste der Nummer-eins-Hits in den britischen Charts | 2022 → |
| \| Zeitraum \| Wo. ges. \| Interpret \| Titel Autor(en) \| Zusätzliche Informationen \| \| (Zeitraum, Wochen auf Platz eins, Interpret, Titel, Autor[en], zusätzliche Informationen) \| \| \| \| \| \| ----------------------------------------------------------------------------------------- \| -------- \| ------------------------------------- \| ------------------------------------------------------------------------------------------------------------------------------------------------------------------------- \| ------------------------------------------------------------------------------------------------------------------------------------------------------------------------------------------------------------------------------------------- \| \| 1. Januar 2021 – 7. Januar 2021 1 Woche (insgesamt 10) \| 10 \| Wham! \| Last Christmas George Michael \| Last Christmas von Wham! erreichte zum ersten Mal Platz 1 der britischen Charts. Damit brauchte er mit 36 Jahren nach Veröffentlichung am längsten, um die Charts zu toppen.[1] \| \| 8. Januar 2021 – 14. Januar 2021 1 Woche \| 1 \| Little Mix \| Sweet Melody Uzoechi Osisioma Emenike, Oliver Robin Frid, Brian Anthony Garcia, Morten Ristorp Jensen, Taylor Monet Parks \| – \| \| 15. Januar 2021 – 18. März 2021 9 Wochen \| 9 \| Olivia Rodrigo \| Drivers License Daniel Leonard Nigro, Olivia Rodrigo \| Drivers License hält den Rekord für die höchste Anzahl an Streams innerhalb eines Tages abgesehen von Weihnachtssongs. Insgesamt wurde der Song am 12. Januar 2,407 Millionen Mal gestreamt.[1] \| \| 19. März 2021 – 1. April 2021 2 Wochen \| 2 \| Nathan Evans \| Wellerman Traditional \| – \| \| 2. April 2021 – 6. Mai 2021 5 Wochen \| 5 \| Lil Nas X \| Montero (Call Me by Your Name) Montero Lamar Hill, David Charles Marshall Biral, Denzel Michael Akil Baptiste, Roy Lenzo, Omer Fedi \| – \| \| 7. Mai 2021 – 27. Mai 2021 3 Wochen \| 3 \| Russ Millions & Tion Wayne \| Body Russ Millions, Tion Wayne \| Body wurde zu dem ersten Drill-Rap-Lied, das sich an der Spitze der britischen Charts platzieren konnte.[2] \| \| 28. Mai 2021 – 1. Juli 2021 5 Wochen \| 5 \| Olivia Rodrigo \| Good 4 U Daniel Leonard Nigro, Olivia Rodrigo \| Rodrigo erreichte im Alter von 18 Jahren und drei Monaten mit der Single Good 4 U und dem Album Sour gleichzeitig Rang eins der Single- und Albumcharts. Sie ist damit die jüngste Solointerpretin, der solch ein „chart double“ gelang.[3] \| \| 2. Juli 2021 – 16. September 2021 11 Wochen \| 11 \| Ed Sheeran \| Bad Habits Edward Christopher Sheeran, Johnny McDaid, Frederick John Philip Gibson \| Ed Sheerans Bad Habits war die erfolgreichste Single des Jahres und blieb ganze elf Wochen an der Spitze der Charts. Für Ed Sheeran war es der zehnte Nummer-eins-Hit und zugleich der erste von vier Nummer-eins-Hits 2021.[1] \| \| 17. September 2021 – 14. Oktober 2021 4 Wochen \| 4 \| Ed Sheeran \| Shivers Edward Christopher Sheeran, Steven McCutcheon, Kal Lavelle, Johnny McDaid \| – \| \| 15. Oktober 2021 – 21. Oktober 2021 1 Woche \| 1 \| Elton John & Dua Lipa \| Cold Heart (Pnau Remix) Dean John Meredith, Andrew John Meecham, Elton John, Bernard J. P. Taupin, Nicholas George Littlemore, Peter Bruce Mayes, Samuel David Littlemore \| – \| \| 22. Oktober 2021 – 9. Dezember 2021 7 Wochen (insgesamt 8) \| 8 \| Adele \| Easy on Me Gregory Allen Kurstin, Adele Laurie Blue Adkins \| Easy on Me verkaufte sich in der ersten Woche 217.000 Mal und erreichte so 2021 die meisten Verkäufe in der Veröffentlichungswoche. \| \| 10. Dezember 2021 – 23. Dezember 2021 2 Wochen (insgesamt 3) \| 3 \| Elton John & Ed Sheeran \| Merry Christmas Elton John, Edward Christopher Sheeran \| – \| \| 24. Dezember 2021 – 30. Dezember 2021 1 Woche \| 1 \| LadBaby feat. Elton John & Ed Sheeran \| Sausage Rolls for Everyone Elton John, Edward Christopher Sheeran, Mark Hoyle, Roxanne Hoyle \| – \| \| 31. Dezember 2021 – 6. Januar 2022 1 Woche (insgesamt 3) \| 3 \| Elton John & Ed Sheeran \| Merry Christmas Elton John, Edward Christopher Sheeran \| – \| |                                                     |                                                     | | |
| ← 2020 |                                                     |                                                     | | → 2022 → |
| Zeitraum | Wo. ges.                                            | Interpret                                           | Titel Autor(en) | Zusätzliche Informationen |
| (Zeitraum, Wochen auf Platz eins, Interpret, Titel, Autor[en], zusätzliche Informationen) |                                                     |                                                     | | |
| 1. Januar 2021 – 7. Januar 2021 1 Woche (insgesamt 10) | 10                                                  | Wham!                                               | Last Christmas George Michael | Last Christmas von Wham! erreichte zum ersten Mal Platz 1 der britischen Charts. Damit brauchte er mit 36 Jahren nach Veröffentlichung am längsten, um die Charts zu toppen.                                                             |
| 8. Januar 2021 – 14. Januar 2021 1 Woche | 1                                                   | Little Mix                                          | Sweet Melody Uzoechi Osisioma Emenike, Oliver Robin Frid, Brian Anthony Garcia, Morten Ristorp Jensen, Taylor Monet Parks                                                 | – |
| 15. Januar 2021 – 18. März 2021 9 Wochen | 9                                                   | Olivia Rodrigo                                      | Drivers License Daniel Leonard Nigro, Olivia Rodrigo | Drivers License hält den Rekord für die höchste Anzahl an Streams innerhalb eines Tages abgesehen von Weihnachtssongs. Insgesamt wurde der Song am 12. Januar 2,407 Millionen Mal gestreamt.                                             |
| 19. März 2021 – 1. April 2021 2 Wochen | 2                                                   | Nathan Evans                                        | Wellerman Traditional | – |
| 2. April 2021 – 6. Mai 2021 5 Wochen | 5                                                   | Lil Nas X                                           | Montero (Call Me by Your Name) Montero Lamar Hill, David Charles Marshall Biral, Denzel Michael Akil Baptiste, Roy Lenzo, Omer Fedi                                       | – |
| 7. Mai 2021 – 27. Mai 2021 3 Wochen | 3                                                   | Russ Millions & Tion Wayne                          | Body Russ Millions, Tion Wayne | Body wurde zu dem ersten Drill-Rap-Lied, das sich an der Spitze der britischen Charts platzieren konnte. |
| 28. Mai 2021 – 1. Juli 2021 5 Wochen | 5                                                   | Olivia Rodrigo                                      | Good 4 U Daniel Leonard Nigro, Olivia Rodrigo | Rodrigo erreichte im Alter von 18 Jahren und drei Monaten mit der Single Good 4 U und dem Album Sour gleichzeitig Rang eins der Single- und Albumcharts. Sie ist damit die jüngste Solointerpretin, der solch ein „chart double“ gelang. |
| 2. Juli 2021 – 16. September 2021 11 Wochen | 11                                                  | Ed Sheeran                                          | Bad Habits Edward Christopher Sheeran, Johnny McDaid, Frederick John Philip Gibson                                                                                        | Ed Sheerans Bad Habits war die erfolgreichste Single des Jahres und blieb ganze elf Wochen an der Spitze der Charts. Für Ed Sheeran war es der zehnte Nummer-eins-Hit und zugleich der erste von vier Nummer-eins-Hits 2021.             |
| 17. September 2021 – 14. Oktober 2021 4 Wochen | 4                                                   | Ed Sheeran                                          | Shivers Edward Christopher Sheeran, Steven McCutcheon, Kal Lavelle, Johnny McDaid                                                                                         | – |
| 15. Oktober 2021 – 21. Oktober 2021 1 Woche | 1                                                   | Elton John & Dua Lipa                               | Cold Heart (Pnau Remix) Dean John Meredith, Andrew John Meecham, Elton John, Bernard J. P. Taupin, Nicholas George Littlemore, Peter Bruce Mayes, Samuel David Littlemore | – |
| 22. Oktober 2021 – 9. Dezember 2021 7 Wochen (insgesamt 8) | 8                                                   | Adele                                               | Easy on Me Gregory Allen Kurstin, Adele Laurie Blue Adkins | Easy on Me verkaufte sich in der ersten Woche 217.000 Mal und erreichte so 2021 die meisten Verkäufe in der Veröffentlichungswoche. |
| 10. Dezember 2021 – 23. Dezember 2021 2 Wochen (insgesamt 3) | 3                                                   | Elton John & Ed Sheeran                             | Merry Christmas Elton John, Edward Christopher Sheeran | – |
| 24. Dezember 2021 – 30. Dezember 2021 1 Woche | 1                                                   | LadBaby feat. Elton John & Ed Sheeran               | Sausage Rolls for Everyone Elton John, Edward Christopher Sheeran, Mark Hoyle, Roxanne Hoyle                                                                              | – |
| 31. Dezember 2021 – 6. Januar 2022 1 Woche (insgesamt 3) | 3                                                   | Elton John & Ed Sheeran                             | Merry Christmas Elton John, Edward Christopher Sheeran | – |

## Alben
| ← 2020 ← | Liste der Nummer-eins-Hits in den britischen Charts | Liste der Nummer-eins-Hits in den britischen Charts | Liste der Nummer-eins-Hits in den britischen Charts | 2022 → |
| \| Zeitraum \| Wo. ges. \| Interpret \| Titel \| Zusätzliche Informationen \| \| (Zeitraum, Wochen auf Platz eins, Interpret, Titel, zusätzliche Informationen) \| \| \| \| \| \| ------------------------------------------------------------------------------ \| -------- \| ---------------------------------- \| ------------------------------------------------ \| ------------------------------------------------------------------------------------------------------------------------------------------------------------------------------------------------------------------------------------------ \| \| 1. Januar 2021 – 7. Januar 2021 1 Woche (insgesamt 7) \| 7 \| Michael Bublé \| Christmas \| – \| \| 8. Januar 2021 – 14. Januar 2021 1 Woche (insgesamt 2) \| 2 \| Taylor Swift \| Evermore \| – \| \| 15. Januar 2021 – 21. Januar 2021 1 Woche \| 1 \| Barry Gibb \| Greenfields: The Gibb Brothers’ Songbook, Vol. 1 \| – \| \| 22. Januar 2021 – 28. Januar 2021 1 Woche \| 1 \| You Me at Six \| Suckapunch \| – \| \| 29. Januar 2021 – 4. Februar 2021 1 Woche \| 1 \| Bring Me the Horizon \| Post Human: Survival Horror \| – \| \| 5. Februar 2021 – 11. Februar 2021 1 Woche \| 1 \| Celeste \| Not Your Muse \| – \| \| 12. Februar 2021 – 18. Februar 2021 1 Woche \| 1 \| Foo Fighters \| Medicine at Midnight \| – \| \| 19. Februar 2021 – 25. Februar 2021 1 Woche \| 1 \| Slowthai \| Tyron \| – \| \| 26. Februar 2021 – 4. März 2021 1 Woche \| 1 \| Mogwai \| As the Love Continues \| – \| \| 5. März 2021 – 11. März 2021 1 Woche \| 1 \| Architects \| For Those That Wish to Exist \| – \| \| 12. März 2021 – 18. März 2021 1 Woche \| 1 \| Kings of Leon \| When You See Yourself \| – \| \| 19. März 2021 – 25. März 2021 1 Woche \| 1 \| Tom Grennan \| Evering Road \| – \| \| 26. März 2021 – 1. April 2021 1 Woche \| 1 \| Lana Del Rey \| Chemtrails over the Country Club \| – \| \| 2. April 2021 – 8. April 2021 1 Woche \| 1 \| Ben Howard \| Collections from the Whiteout \| – \| \| 9. April 2021 – 15. April 2021 1 Woche \| 1 \| The Snuts \| W.L. \| – \| \| 16. April 2021 – 22. April 2021 1 Woche \| 1 \| Taylor Swift \| Fearless (Taylor’s Version) \| – \| \| 23. April 2021 – 29. April 2021 1 Woche \| 1 \| London Grammar \| Californian Soil \| – \| \| 30. April 2021 – 6. Mai 2021 1 Woche \| 1 \| Tom Jones \| Surrounded by Time \| Im Alter von 80 Jahren ist Sir Tom Jones der älteste Künstler, der den ersten Platz in den britischen Album-Charts erreicht. \| \| 7. Mai 2021 – 13. Mai 2021 1 Woche \| 1 \| Royal Blood \| Typhoons \| – \| \| 14. Mai 2021 – 20. Mai 2021 1 Woche \| 1 \| Rag ’n’ Bone Man \| Life by Misadventure \| – \| \| 21. Mai 2021 – 27. Mai 2021 1 Woche \| 1 \| Paul Weller \| Fat Pop (Volume I) \| – \| \| 28. Mai 2021 – 10. Juni 2021 2 Wochen (insgesamt 5) \| 5 \| Olivia Rodrigo \| Sour \| Rodrigo erreichte im Alter von 18 Jahren und drei Monaten mit dem Album Sour und der Single Good 4 U gleichzeitig Rang eins der Album- und Singlecharts. Sie ist damit die jüngste Solointerpretin der solch ein „Chart Double“ gelang.[3] \| \| 11. Juni 2021 – 17. Juni 2021 1 Woche \| 1 \| Wolf Alice \| Blue Weekend \| – \| \| 18. Juni 2021 – 24. Juni 2021 1 Woche \| 1 \| Noel Gallagher’s High Flying Birds \| Back the Way We Came: Vol. 1 (2011 – 2021) \| – \| \| 25. Juni 2021 – 1. Juli 2021 1 Woche (insgesamt 5) \| 5 \| Olivia Rodrigo \| Sour \| – \| \| 2. Juli 2021 – 8. Juli 2021 1 Woche \| 1 \| Jack Savoretti \| Europiana \| – \| \| 9. Juli 2021 – 15. Juli 2021 1 Woche (insgesamt 5) \| 5 \| Olivia Rodrigo \| Sour \| – \| \| 16. Juli 2021 – 22. Juli 2021 1 Woche \| 1 \| Inhaler \| It Won’t Always Be Like That \| – \| \| 23. Juli 2021 – 29. Juli 2021 1 Woche \| 1 \| KSI \| All Over the Place \| – \| \| 30. Juli 2021 – 5. August 2021 1 Woche (insgesamt 2) \| 2 \| Dave \| We’re All Alone in This Together \| – \| \| 6. August 2021 – 12. August 2021 1 Woche \| 1 \| Billie Eilish \| Happier Than Ever \| – \| \| 13. August 2021 – 19. August 2021 1 Woche (insgesamt 2) \| 2 \| Dave \| We’re All Alone in This Together \| – \| \| 20. August 2021 – 26. August 2021 1 Woche \| 1 \| The Killers \| Pressure Machine \| – \| \| 27. August 2021 – 2. September 2021 1 Woche (insgesamt 5) \| 5 \| Olivia Rodrigo \| Sour \| – \| \| 3. September 2021 – 9. September 2021 1 Woche \| 1 \| Kanye West \| Donda \| – \| \| 10. September 2021 – 16. September 2021 1 Woche (insgesamt 2) \| 2 \| Drake \| Certified Lover Boy \| – \| \| 17. September 2021 – 23. September 2021 1 Woche \| 1 \| Manic Street Preachers \| The Ultra Vivid Lament \| – \| \| 24. September 2021 – 30. September 2021 1 Woche (insgesamt 2) \| 2 \| Drake \| Certified Lover Boy \| – \| \| 1. Oktober 2021 – 7. Oktober 2021 1 Woche \| 1 \| The Lathums \| How Beautiful Life Can Be \| – \| \| 8. Oktober 2021 – 14. Oktober 2021 1 Woche \| 1 \| The Script \| Tales from the Script: Greatest Hits \| – \| \| 15. Oktober 2021 – 21. Oktober 2021 1 Woche \| 1 \| Sam Fender \| Seventeen Going Under \| – \| \| 22. Oktober 2021 – 28. Oktober 2021 1 Woche \| 1 \| Coldplay \| Music of the Spheres \| – \| \| 29. Oktober 2021 – 4. November 2021 1 Woche \| 1 \| Elton John \| The Lockdown Sessions \| – \| \| 5. November 2021 – 11. November 2021 1 Woche (insgesamt 4) \| 4 \| Ed Sheeran \| = \| – \| \| 12. November 2021 – 18. November 2021 1 Woche \| 1 \| ABBA \| Voyage \| – \| \| 19. November 2021 – 25. November 2021 1 Woche \| 1 \| Taylor Swift \| Red (Taylor’s Version) \| – \| \| 26. November 2021 – 30. Dezember 2021 5 Wochen \| 5 \| Adele \| 30 \| – \| \| 31. Dezember 2021 – 13. Januar 2022 2 Wochen (insgesamt 4) \| 4 \| Ed Sheeran \| = \| – \| |                                                     |                                                     |                                                     | |
| ← 2020 |                                                     |                                                     |                                                     | → 2022 → |
| Zeitraum | Wo. ges.                                            | Interpret                                           | Titel                                               | Zusätzliche Informationen |
| (Zeitraum, Wochen auf Platz eins, Interpret, Titel, zusätzliche Informationen) |                                                     |                                                     |                                                     | |
| 1. Januar 2021 – 7. Januar 2021 1 Woche (insgesamt 7) | 7                                                   | Michael Bublé                                       | Christmas                                           | – |
| 8. Januar 2021 – 14. Januar 2021 1 Woche (insgesamt 2) | 2                                                   | Taylor Swift                                        | Evermore                                            | – |
| 15. Januar 2021 – 21. Januar 2021 1 Woche | 1                                                   | Barry Gibb                                          | Greenfields: The Gibb Brothers’ Songbook, Vol. 1    | – |
| 22. Januar 2021 – 28. Januar 2021 1 Woche | 1                                                   | You Me at Six                                       | Suckapunch                                          | – |
| 29. Januar 2021 – 4. Februar 2021 1 Woche | 1                                                   | Bring Me the Horizon                                | Post Human: Survival Horror                         | – |
| 5. Februar 2021 – 11. Februar 2021 1 Woche | 1                                                   | Celeste                                             | Not Your Muse                                       | – |
| 12. Februar 2021 – 18. Februar 2021 1 Woche | 1                                                   | Foo Fighters                                        | Medicine at Midnight                                | – |
| 19. Februar 2021 – 25. Februar 2021 1 Woche | 1                                                   | Slowthai                                            | Tyron                                               | – |
| 26. Februar 2021 – 4. März 2021 1 Woche | 1                                                   | Mogwai                                              | As the Love Continues                               | – |
| 5. März 2021 – 11. März 2021 1 Woche | 1                                                   | Architects                                          | For Those That Wish to Exist                        | – |
| 12. März 2021 – 18. März 2021 1 Woche | 1                                                   | Kings of Leon                                       | When You See Yourself                               | – |
| 19. März 2021 – 25. März 2021 1 Woche | 1                                                   | Tom Grennan                                         | Evering Road                                        | – |
| 26. März 2021 – 1. April 2021 1 Woche | 1                                                   | Lana Del Rey                                        | Chemtrails over the Country Club                    | – |
| 2. April 2021 – 8. April 2021 1 Woche | 1                                                   | Ben Howard                                          | Collections from the Whiteout                       | – |
| 9. April 2021 – 15. April 2021 1 Woche | 1                                                   | The Snuts                                           | W.L.                                                | – |
| 16. April 2021 – 22. April 2021 1 Woche | 1                                                   | Taylor Swift                                        | Fearless (Taylor’s Version)                         | – |
| 23. April 2021 – 29. April 2021 1 Woche | 1                                                   | London Grammar                                      | Californian Soil                                    | – |
| 30. April 2021 – 6. Mai 2021 1 Woche | 1                                                   | Tom Jones                                           | Surrounded by Time                                  | Im Alter von 80 Jahren ist Sir Tom Jones der älteste Künstler, der den ersten Platz in den britischen Album-Charts erreicht. |
| 7. Mai 2021 – 13. Mai 2021 1 Woche | 1                                                   | Royal Blood                                         | Typhoons                                            | – |
| 14. Mai 2021 – 20. Mai 2021 1 Woche | 1                                                   | Rag ’n’ Bone Man                                    | Life by Misadventure                                | – |
| 21. Mai 2021 – 27. Mai 2021 1 Woche | 1                                                   | Paul Weller                                         | Fat Pop (Volume I)                                  | – |
| 28. Mai 2021 – 10. Juni 2021 2 Wochen (insgesamt 5) | 5                                                   | Olivia Rodrigo                                      | Sour                                                | Rodrigo erreichte im Alter von 18 Jahren und drei Monaten mit dem Album Sour und der Single Good 4 U gleichzeitig Rang eins der Album- und Singlecharts. Sie ist damit die jüngste Solointerpretin der solch ein „Chart Double“ gelang. |
| 11. Juni 2021 – 17. Juni 2021 1 Woche | 1                                                   | Wolf Alice                                          | Blue Weekend                                        | – |
| 18. Juni 2021 – 24. Juni 2021 1 Woche | 1                                                   | Noel Gallagher’s High Flying Birds                  | Back the Way We Came: Vol. 1 (2011 – 2021)          | – |
| 25. Juni 2021 – 1. Juli 2021 1 Woche (insgesamt 5) | 5                                                   | Olivia Rodrigo                                      | Sour                                                | – |
| 2. Juli 2021 – 8. Juli 2021 1 Woche | 1                                                   | Jack Savoretti                                      | Europiana                                           | – |
| 9. Juli 2021 – 15. Juli 2021 1 Woche (insgesamt 5) | 5                                                   | Olivia Rodrigo                                      | Sour                                                | – |
| 16. Juli 2021 – 22. Juli 2021 1 Woche | 1                                                   | Inhaler                                             | It Won’t Always Be Like That                        | – |
| 23. Juli 2021 – 29. Juli 2021 1 Woche | 1                                                   | KSI                                                 | All Over the Place                                  | – |
| 30. Juli 2021 – 5. August 2021 1 Woche (insgesamt 2) | 2                                                   | Dave                                                | We’re All Alone in This Together                    | – |
| 6. August 2021 – 12. August 2021 1 Woche | 1                                                   | Billie Eilish                                       | Happier Than Ever                                   | – |
| 13. August 2021 – 19. August 2021 1 Woche (insgesamt 2) | 2                                                   | Dave                                                | We’re All Alone in This Together                    | – |
| 20. August 2021 – 26. August 2021 1 Woche | 1                                                   | The Killers                                         | Pressure Machine                                    | – |
| 27. August 2021 – 2. September 2021 1 Woche (insgesamt 5) | 5                                                   | Olivia Rodrigo                                      | Sour                                                | – |
| 3. September 2021 – 9. September 2021 1 Woche | 1                                                   | Kanye West                                          | Donda                                               | – |
| 10. September 2021 – 16. September 2021 1 Woche (insgesamt 2) | 2                                                   | Drake                                               | Certified Lover Boy                                 | – |
| 17. September 2021 – 23. September 2021 1 Woche | 1                                                   | Manic Street Preachers                              | The Ultra Vivid Lament                              | – |
| 24. September 2021 – 30. September 2021 1 Woche (insgesamt 2) | 2                                                   | Drake                                               | Certified Lover Boy                                 | – |
| 1. Oktober 2021 – 7. Oktober 2021 1 Woche | 1                                                   | The Lathums                                         | How Beautiful Life Can Be                           | – |
| 8. Oktober 2021 – 14. Oktober 2021 1 Woche | 1                                                   | The Script                                          | Tales from the Script: Greatest Hits                | – |
| 15. Oktober 2021 – 21. Oktober 2021 1 Woche | 1                                                   | Sam Fender                                          | Seventeen Going Under                               | – |
| 22. Oktober 2021 – 28. Oktober 2021 1 Woche | 1                                                   | Coldplay                                            | Music of the Spheres                                | – |
| 29. Oktober 2021 – 4. November 2021 1 Woche | 1                                                   | Elton John                                          | The Lockdown Sessions                               | – |
| 5. November 2021 – 11. November 2021 1 Woche (insgesamt 4) | 4                                                   | Ed Sheeran                                          | =                                                   | – |
| 12. November 2021 – 18. November 2021 1 Woche | 1                                                   | ABBA                                                | Voyage                                              | – |
| 19. November 2021 – 25. November 2021 1 Woche | 1                                                   | Taylor Swift                                        | Red (Taylor’s Version)                              | – |
| 26. November 2021 – 30. Dezember 2021 5 Wochen | 5                                                   | Adele                                               | 30                                                  | – |
| 31. Dezember 2021 – 13. Januar 2022 2 Wochen (insgesamt 4) | 4                                                   | Ed Sheeran                                          | =                                                   | – |

## Jahreshitparaden
| ← 2020 ← | Liste der Nummer-eins-Hits in den britischen Charts | Liste der Nummer-eins-Hits in den britischen Charts | Liste der Nummer-eins-Hits in den britischen Charts | 2022 →   |
| \| Singles \| Position# \| Alben \| \| --------------------------------------------------------------------------------------------------------------------------------------------------------------------------------------------------- \| --------- \| ------------------------------------- \| \| Bad Habits Ed Sheeran Edward Christopher Sheeran, Johnny McDaid, Frederick John Philip Gibson \| 1 \| 30 Adele \| \| Good 4 U Olivia Rodrigo Daniel Leonard Nigro, Olivia Rodrigo \| 2 \| = Ed Sheeran \| \| Drivers License Olivia Rodrigo Daniel Leonard Nigro, Olivia Rodrigo \| 3 \| Voyage ABBA \| \| Save Your Tears The Weeknd Abel Tesfaye, Ahmad Balshe, Jason Quenneville, Max Martin, Oscar Holter \| 4 \| Sour Olivia Rodrigo \| \| Montero (Call Me by Your Name) Lil Nas X Montero Lamar Hill, David Charles Marshall Biral, Denzel Michael Akil Baptiste, Roy Lenzo, Omer Fedi \| 5 \| Greatest Hits Queen \| \| Levitating Dua Lipa , Clarence Coffee Jr., Sarah Hudson, Stephen Kozmeniuk \| 6 \| Future Nostalgia Dua Lipa \| \| Stay The Kid Laroi & Justin Bieber Charlton Kenneth Jeffrey Howard, Justin Drew Bieber, Blake Slatkin, Charlie Puth, Magnus August Høiberg, Michael Mulé, Isaac De Boni, Omer Fedi, Subhaan Rahmaan \| 7 \| ÷ Ed Sheeran \| \| Heat Waves Glass Animals Dave Bayley \| 8 \| Diamonds Elton John \| \| Blinding Lights The Weeknd Ahmad Balshe, Oscar Thomas Holter, Max Martin, Jason Quenneville, Abel Tesfaye \| 9 \| 50 Years – Don’t Stop Fleetwood Mac \| \| Body Tion Wayne & Russ Millions , Tion Wayne \| 10 \| We’re All Alone in This Together Dave \| |                                                     |                                                     |                                                     |          |
| ← 2020 |                                                     |                                                     |                                                     | → 2022 → |
| Singles | Position#                                           | Alben                                               |                                                     |          |
| Bad Habits Ed Sheeran Edward Christopher Sheeran, Johnny McDaid, Frederick John Philip Gibson | 1                                                   | 30 Adele                                            |                                                     |          |
| Good 4 U Olivia Rodrigo Daniel Leonard Nigro, Olivia Rodrigo | 2                                                   | = Ed Sheeran                                        |                                                     |          |
| Drivers License Olivia Rodrigo Daniel Leonard Nigro, Olivia Rodrigo | 3                                                   | Voyage ABBA                                         |                                                     |          |
| Save Your Tears The Weeknd Abel Tesfaye, Ahmad Balshe, Jason Quenneville, Max Martin, Oscar Holter | 4                                                   | Sour Olivia Rodrigo                                 |                                                     |          |
| Montero (Call Me by Your Name) Lil Nas X Montero Lamar Hill, David Charles Marshall Biral, Denzel Michael Akil Baptiste, Roy Lenzo, Omer Fedi | 5                                                   | Greatest Hits Queen                                 |                                                     |          |
| Levitating Dua Lipa , Clarence Coffee Jr., Sarah Hudson, Stephen Kozmeniuk | 6                                                   | Future Nostalgia Dua Lipa                           |                                                     |          |
| Stay The Kid Laroi & Justin Bieber Charlton Kenneth Jeffrey Howard, Justin Drew Bieber, Blake Slatkin, Charlie Puth, Magnus August Høiberg, Michael Mulé, Isaac De Boni, Omer Fedi, Subhaan Rahmaan | 7                                                   | ÷ Ed Sheeran                                        |                                                     |          |
| Heat Waves Glass Animals Dave Bayley | 8                                                   | Diamonds Elton John                                 |                                                     |          |
| Blinding Lights The Weeknd Ahmad Balshe, Oscar Thomas Holter, Max Martin, Jason Quenneville, Abel Tesfaye | 9                                                   | 50 Years – Don’t Stop Fleetwood Mac                 |                                                     |          |
| Body Tion Wayne & Russ Millions , Tion Wayne | 10                                                  | We’re All Alone in This Together Dave               |                                                     |          |